# Greg Garza
Gregory Martín "Greg" Garza Early (ur. 16 sierpnia 1991 w Grapevine) – amerykański piłkarz pochodzenia meksykańskiego występujący na pozycji lewego obrońcy, obecnie zawodnik FC Cincinnati.

## Życiorys

### Kariera klubowa
Garza, syn meksykańskiego imigranta i Amerykanki, pochodzi z miasta Grapevine w stanie Teksas, gdzie rozpoczął treningi piłkarskie już w wieku czterech lat. W dzieciństwie brał udział w wielu turniejach, również zagranicznych; podczas jednego z nich, rozgrywanego w Brazylii, został zauważony przez wysłanników tamtejszego klubu São Paulo FC. Za pośrednictwem swojego trenera Teodoro Santany (osiadłego w USA byłego piłkarza São Paulo) jako trzynastolatek przeprowadził się na rok wraz z matką do Brazylii, terminując w szkółce juniorskiej São Paulo. Po powrocie do ojczyzny przez półtora roku trenował w prowadzonej przez krajową federację IMG Soccer Academy w Bradenton na Florydzie, zaś później występował w jednym z czołowych juniorskich zespołów w kraju – Dallas Texans SC. Jako siedemnastolatek wyjechał do Portugalii, dołączając do akademii młodzieżowej tamtejszego giganta – lizbońskiego Sportingu CP. Wywalczył z nim dwa mistrzostwa kraju w kategorii do lat dziewiętnastu, jednak nie potrafił się przebić do seniorskiej drużyny.
W sierpniu 2010 Garza podpisał profesjonalny kontrakt z portugalskim drugoligowcem Estoril Praia, w którego barwach bez większych sukcesów spędził rok jako rezerwowy. W późniejszym czasie przeniósł się do meksykańskiej ekipy Club Tijuana, w której barwach 6 stycznia 2012 w zremisowanym 1:1 spotkaniu z Morelią zadebiutował w meksykańskiej Primera División. Premierowego gola w najwyższej klasie rozgrywkowej strzelił natomiast 13 października tego samego roku w zremisowanej 2:2 konfrontacji z Santosem Laguna i wówczas także, w jesiennym sezonie Apertura 2012, zdobył z prowadzoną przez Antonio Mohameda drużyną tytuł mistrza Meksyku. Pozostawał jednak wyłącznie rezerwowym dla swojego rodaka Edgara Castillo i podstawowym graczem Tijuany został dopiero po jego odejściu.
Latem 2015 Garza został wypożyczony do zespołu Atlas z siedzibą w Guadalajarze. Tam występował przez pół roku, jednak jedynie sporadycznie pojawiał się na boisku z powodu poważnej kontuzji biodra, w wyniku której pauzował przez cztery miesiące. Następnie występował w Atlanta United FC.
11 grudnia 2018 podpisał kontrakt z amerykańskim klubem FC Cincinnati, umowa do 31 grudnia 2020; kwota odstępnego 400 tys. euro.

### Kariera reprezentacyjna
W 2007 roku Garza został powołany przez Johna Hackwortha do reprezentacji Stanów Zjednoczonych U-17 na Mistrzostwa Ameryki Północnej U-17. Na jamajskich boiskach był jednym z ważniejszych graczy swojej kadry, zdobywając bramkę w meczu z Kostaryką (2:1), natomiast jego kadra z bilansem trzech zwycięstw i porażki zajęła pierwsze miejsce w swojej grupie. Trzy miesiące później wziął udział w Mistrzostwach Świata U-17 w Korei Płd, podczas których również miał pewne miejsce w linii defensywy – wystąpił w trzech z czterech możliwych spotkań i strzelił gola w pojedynku z Tadżykistanem (3:4). Amerykanie odpadli natomiast z juniorskiego mundialu w 1/8 finału, ulegając w nim Niemcom (1:2).
W 2011 roku Garza znalazł się w ogłoszonym przez trenera Thomasa Rongena składzie reprezentacji Stanów Zjednoczonych U-20 na Mistrzostwa Ameryki Północnej U-20. Na tym turnieju rozegrał wszystkie trzy spotkania w wyjściowym składzie, jednak jego kadra zakończyła swój udział w rozgrywkach już w ćwierćfinale po porażce z ekipą gospodarzy – Gwatemalą (1:2), w konsekwencji nie kwalifikując się na Mistrzostwa Świata U-20 w Kolumbii.
Dysponujący podwójnym obywatelstwem Garza zdecydował się na występy w seniorskiej reprezentacji Stanów Zjednoczonych, w której zadebiutował za kadencji niemieckiego selekcjonera Jürgena Klinsmanna, 3 września 2014 w wygranym 1:0 meczu towarzyskim z Czechami. W 2015 roku został powołany na Złoty Puchar CONCACAF, gdzie wystąpił w jednym meczu, a po zakończeniu fazy grupowej opuścił zgrupowanie, zostając zastąpionym przez DaMarcusa Beasleya. Amerykanie zakończyli ostatecznie swój udział w turnieju na półfinale, przegrywając w nim z Jamajką (1:2) i zajęli ostatecznie czwarte miejsce.

## Statystyki

### Klubowe
Stan na 6 października 2019
| Sezon     | Klub              | Kraj              | Rozgrywki           | Mecze | Bramki |
| --------- | ----------------- | ----------------- | ------------------- | ----- | ------ |
| 2010/2011 | GD Estoril Praia  | Portugalia        | Liga Orangina       | 3     | 0      |
| 2011/2012 | Club Tijuana      | Meksyk            | Liga MX             | 5     | 0      |
| 2012/2013 | Club Tijuana      | Meksyk            | Liga MX             | 10    | 2      |
| 2013/2014 | Club Tijuana      | Meksyk            | Liga MX             | 19    | 0      |
| 2014/2015 | Club Tijuana      | Meksyk            | Liga MX             | 30    | 1      |
| 2015/2016 | Atlas FC          | Meksyk            | Liga MX             | 3     | 0      |
| 2015/2016 | Club Tijuana      | Meksyk            | Liga MX             | 2     | 0      |
| 2017      | Atlanta United FC | Stany Zjednoczone | Major League Soccer | 26    | 2      |
| 2018      | Atlanta United FC | Stany Zjednoczone | Major League Soccer | 16    | 1      |
| 2019      | FC Cincinnati     | Stany Zjednoczone | Major League Soccer | 13    | 0      |